# プロ格KING
プロ格KING（プロかくキング）は、GAORAが運営する公式携帯サイトの名称である。また、テレビ番組として次の2つの番組がある。

## プロレスKING
原則1団体につき月1回放送の番組で最新の大会の模様を放送する。1時間45分の本編終了後はプロ格KINGインフォメーションを放送している。
- みちのくプロレス
- KAIENTAI DOJO
- センダイガールズプロレスリング
- OZアカデミー女子プロレス
- JDスター女子プロレス
- 長与千種自主興行
- AAA

プロレスKINGとしては終了したが2015年現在、OZアカデミーの試合中継は継続している（月1回、2時間枠）。

## 格闘KING
下記の最新大会や武道大会を放送している。
- 全日本新空手道連盟
- 全日本キックボクシング連盟
- R.I.S.E.
- Krush

格闘KINGとしては終了したが2015年現在、Krushの試合中継は継続している（月1回、3時間枠）。

## プロ格KINGセレクション
これまでに放送された2番組の中から再放送の要望が多かった試合と大会をアンコール放送する（特に土曜未明から早朝が多い）。

## 公式携帯サイト「プロ格KING」
過去の名勝負、選手からのメッセージ、選手のテーマのダウンロードができる。

## 出演者
- ユリオカ超特Q
- 市川勝也
- 鍵野威史

その他に解説者として放送団体の選手や格闘技雑誌の編集者らが出演することがある。